# Campo de trigo con una alondra
En 1887, mientras Vincent van Gogh residía en París, ejecutó una pintura al óleo generalmente conocida como Campo de trigo con una alondra.
La parte del centro muestra un campo parcialmente cosechado de trigo bajo un cielo estampado con nubes ligeras. Una alondra vuela hacia la esquina superior izquierda del lienzo.
La pintura mide 54 x 65,5 cm y se exhibe en el Museo Van Gogh en Ámsterdam, donde  es conocida como Korenveld met patrijs (en español, Campo de trigo con perdiz).